# Johann Friedrich Anthing

Johann Friedrich Anthing, Selbstporträt (1789)

Johann Friedrich Anthing (* 26. Mai 1753 in Gotha; † 12. August 1805 in Sankt Petersburg) war ein deutscher Silhouetteur.

## Leben
Johann Friedrich Anthing war der Sohn des Garnisonspredigers in Gotha Johann Philipp Anthing († 1771) und seiner Frau Dorothea Amalia, geb. Schierschmidt (1732–1797). Sein jüngster Bruder Carl Heinrich Wilhelm Anthing (1767–1823) wurde niederländischer General.

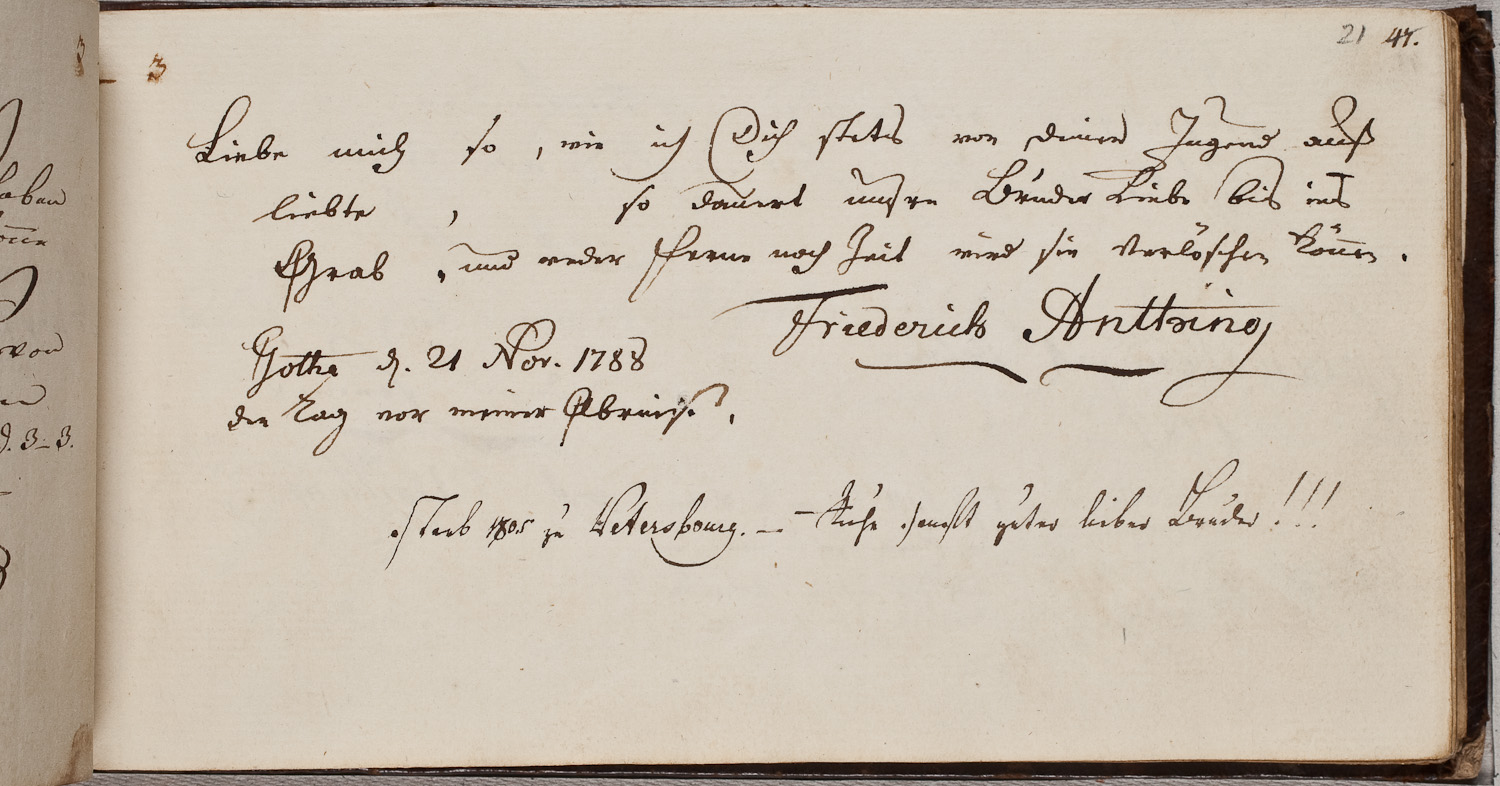
Eintragung Anthings im Album amicorum seines Bruders Carl (1788)

Er studierte Evangelische Theologie an der Universität Jena und war für kurze Zeit als Hauslehrer in Gotha tätig, gab dies jedoch bald auf, um sich ganz dem Silhouettenschneiden zu widmen. Er reiste damit durch die europäischen Höfe. 1789 war er in Weimar, wo er unter anderem die Silhouetten Goethes, von Herzog Karl August und seiner Mutter Anna Amalia zeichnete und mit der Verleihung des Titels Rat geehrt wurde.
1790 reiste er zur Krönung Leopolds II. nach Frankfurt am Main und veröffentlichte eine Beschreibung der Feierlichkeiten.
Ab 1793 lebte er ständig in Sankt Petersburg, wohin er schon zuvor (1784 bis 1786) gereist war. Er schuf Scherenschnitte der Mitglieder des kaiserlichen Hofes. Marschall Alexander Wassiljewitsch Suworow ernannte ihn zu seinem Sekretär und Adjutanten. Später verfasste er eine dreibändige Biographie Suworows. Nach der Krönung von Zar Paul I. fiel Suworow in Ungnade, und Anthing musste 1797 seinen Abschied nehmen. Die letzten Jahre seines Lebens verbrachte er verarmt in Sankt Petersburg.
Er war verheiratet mit Louise Antoinette, geb. Tassin, einer Französin. Das Paar hatte eine Tochter, Johanna Maria Sophia (Jeanne Sophie, Sophinka) d’Anthing (1799–1823), die später Hippolyte d’Abzac heiratete und bis zu ihrem frühen Tod in Frankreich lebte.

## Werke

### Schattenrisse

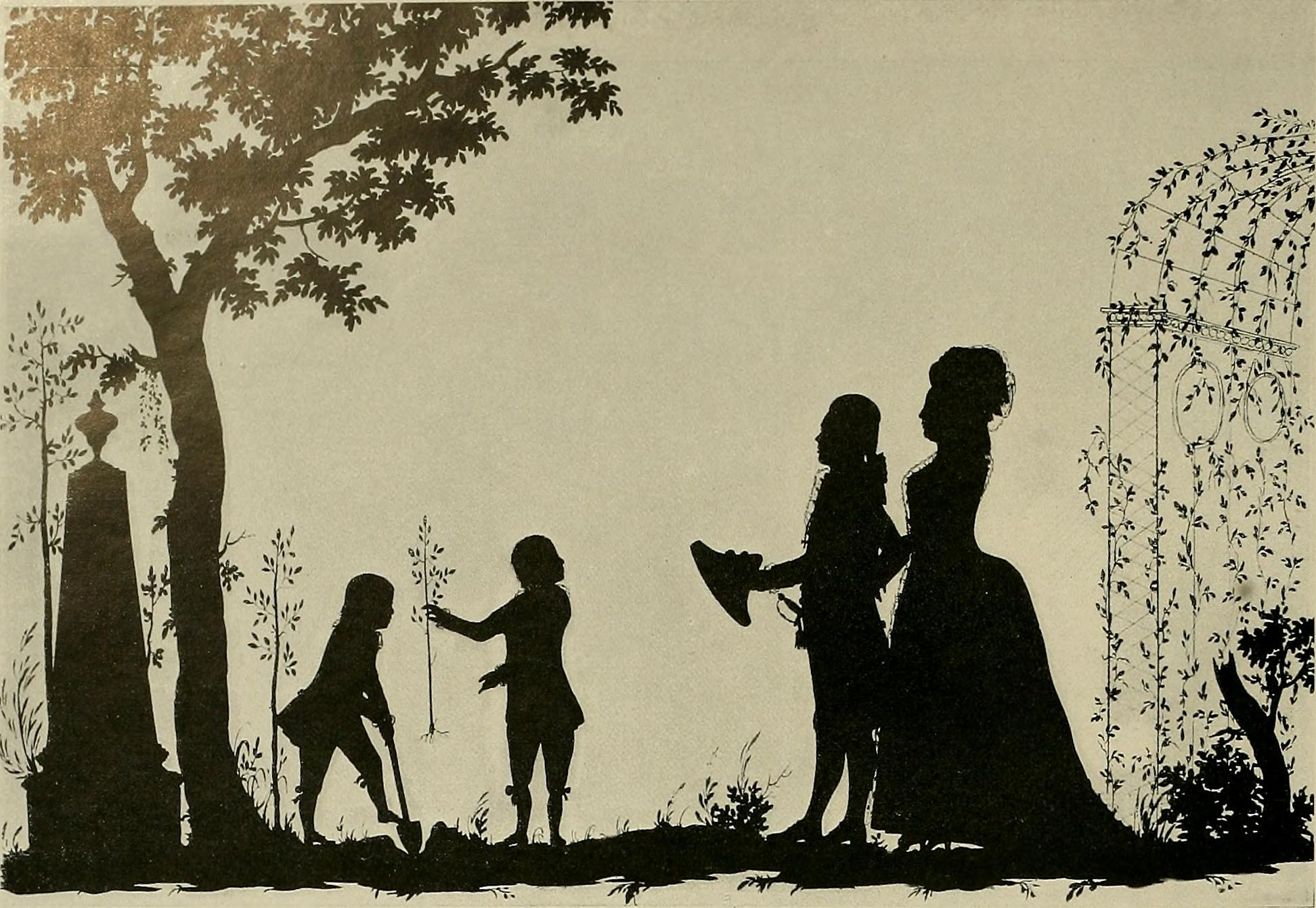
Paul I., Sophie Dorothee von Württemberg und ihre Kinder
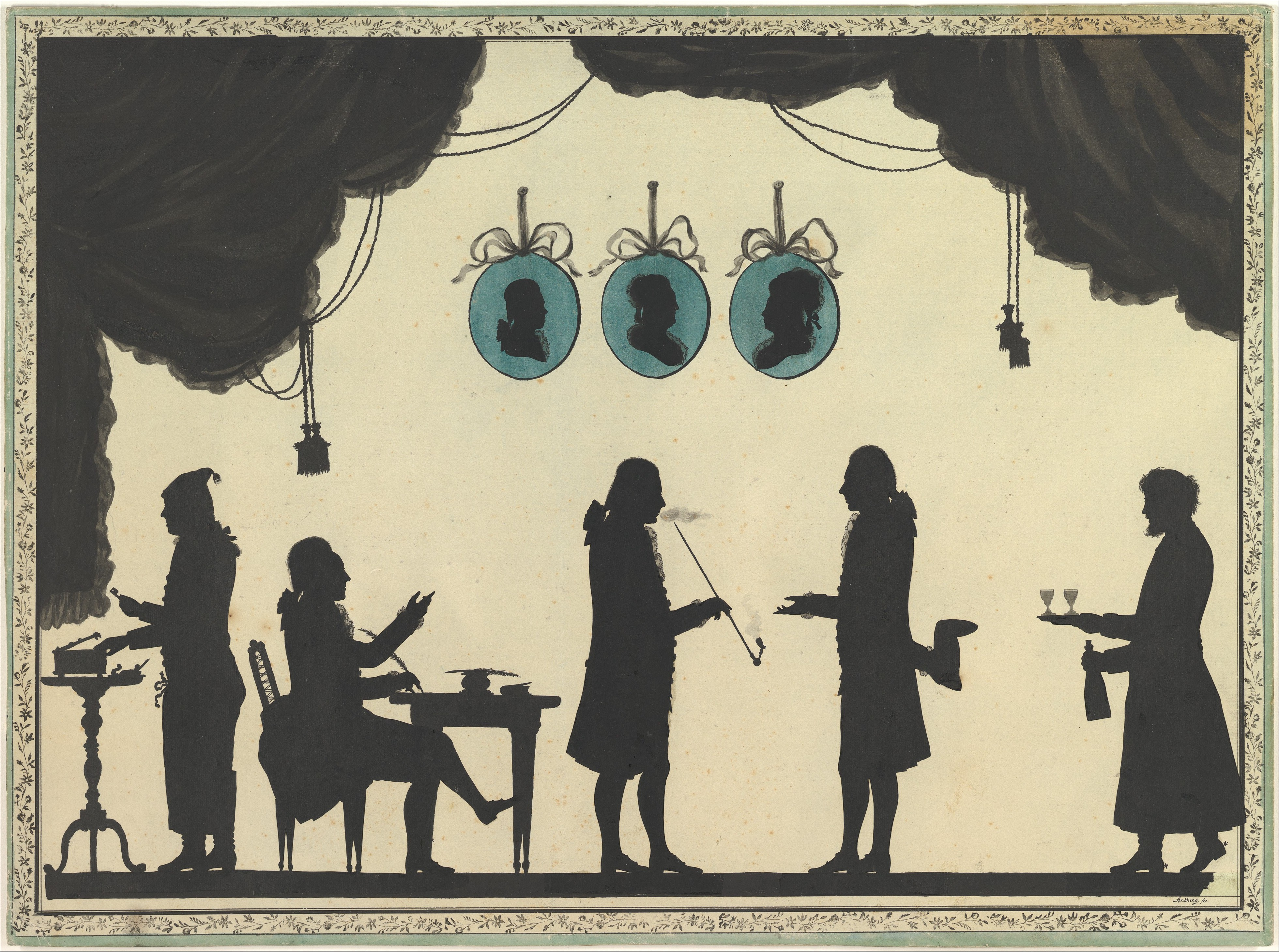
David Roentgen bei einem Besuch am Zarenhof
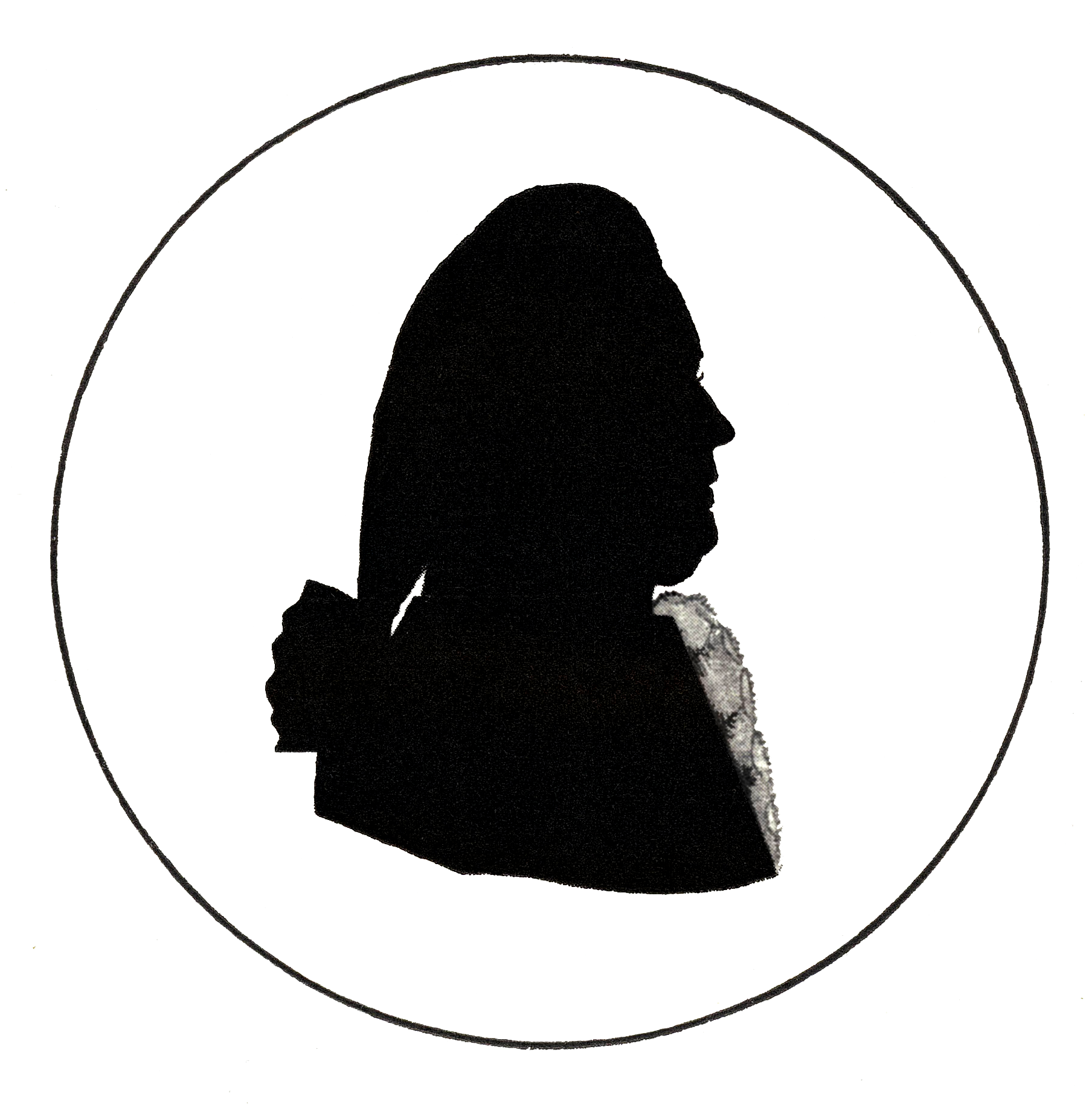
Anders Johan Lexell
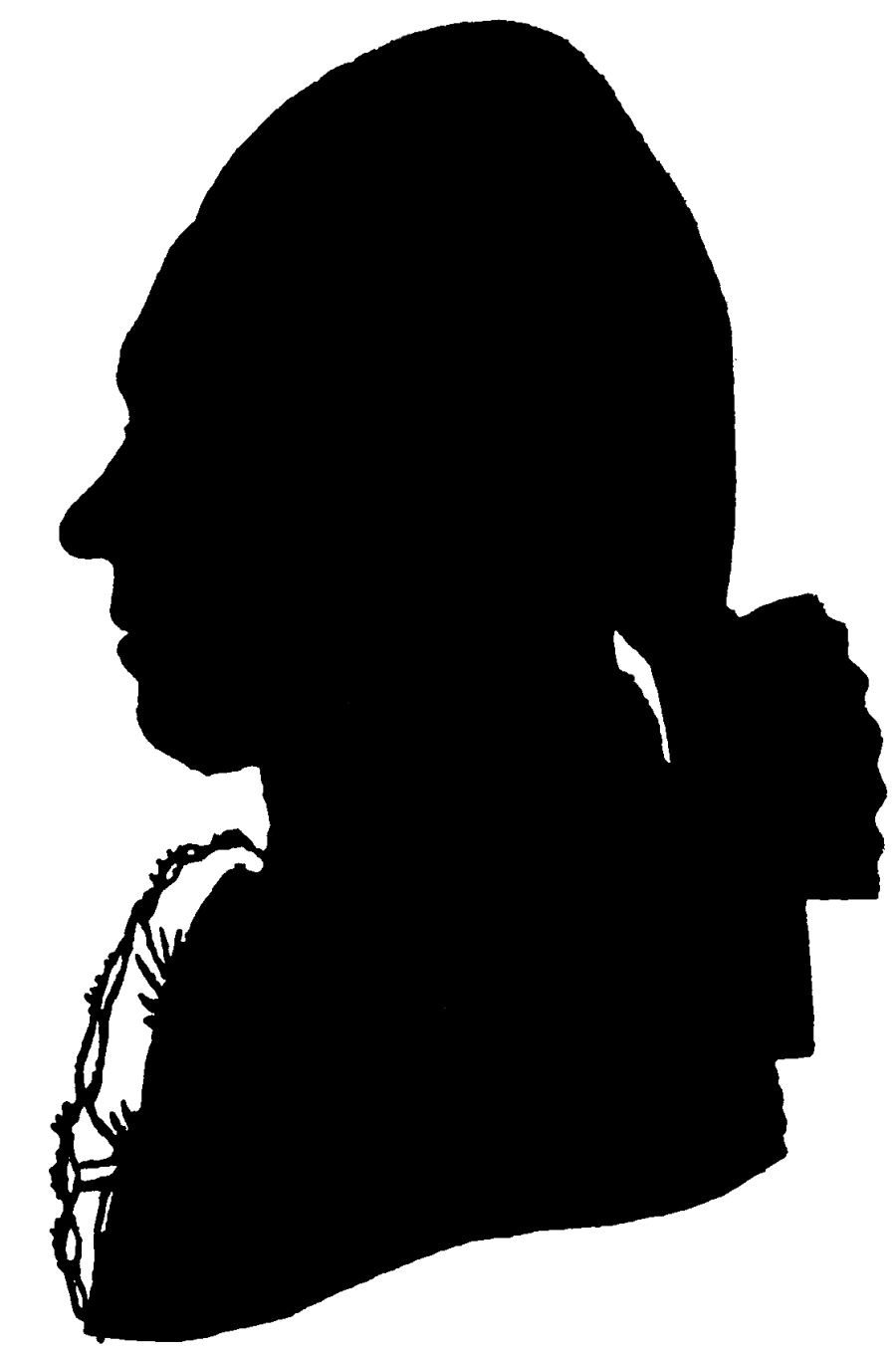
Peter Simon Pallas

### Alben
Anthing legte mindestens zwei eigene Stammbücher (Album amicorum) mit Eintragungen und Scherenschnitten an.

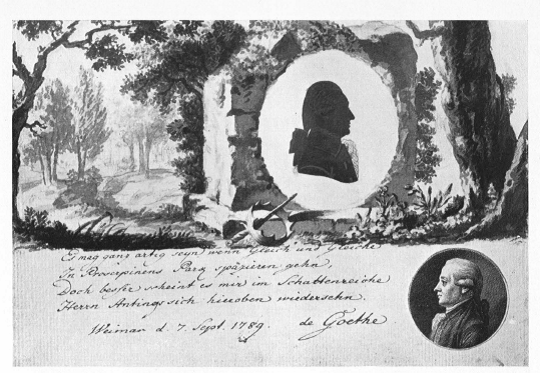
Goethes Eintragung, Abbildung aus dem Auktionskatalog von 1929

Das eine, mit Eintragungen und Scherenschnitten vor allem aus Weimar, soll Martin Schubart in Dresden in einem Antiquitätenladen gefunden und erworben haben. Später war es bei seiner Witwe Sophie Schubart-Czermack, der Tochter von Johann Nepomuk Czermak, in München. Dieses Album enthielt auf 156 Blättern im Format 24 × 16 cm insgesamt 158 Stammbuch-Eintragungen, meist von „illustren“ Persönlichkeiten aus den Jahren 1784–1804, aus fast ganz Europas stammend und größtenteils mit Silhouetten von Anthings Hand. In dieses Album schrieb sich Johann Wolfgang von Goethe am 7. September 1789 ein:
Es mag ganz artig seyn wenn Gleich' und Gleiche

In Proserpinens Park spazieren gehn,

Doch besser scheint es mir im Schattenreiche

Herrn Antings sich hinoben wiedersehn.
44 der Silhouetten in diesem Album verwendete Anthing 1791 in seiner Veröffentlichung Collection de cent silhouettes de personnes illustres et célèbres dessinées d'après les originaux.
1914 hat Großfürst Nikolai Michailowitsch Romanow dieses Album durch den Berliner Händler Karl Ernst Henrici erworben, sein weiteres Schicksal ist unbekannt. Dabei wurden sechs Blätter mit zwölf Eintragungen (Goethe/Alois Friedrich von Brühl; Karl Theodor von Dalberg/Herzog August von Sachsen-Gotha-Altenburg; Herzog Karl August von Sachsen-Weimar-Eisenach/Bischof Serapion von Moskau; Herzogin Anna Amalia/Frederick Hervey, 4. Earl of Bristol; Emily Gore/Joseph Maria Karl von Lobkowitz; Katharina zu Stolberg/Fürst Caradja) entfernt und an Frau Schubart-Czermak zurückgegeben. Um 1916 fertigte die Münchner Malerin und Restauratorin Annette von Eckardt von sechs dieser Eintragungen Faksimiles an: Johann Wolfgang von Goethe; Herzog August von Sachsen-Gotha-Altenburg, Herzog Karl August von Sachsen-Weimar-Eisenach, Herzogin Anna Amalia, Katharina zu Stolberg und Emily Gore, die Tochter von Charles Gore. Ein Exemplar der Faksimiles besaß später der Antiquar Emil Hirsch, eins erwarb 2004 das Düsseldorfer Goethe-Museum und eins ist 2013 im Kunsthandel. Die sechs Originalblätter kamen 1929 bei Leo Liepmannssohn in Berlin zur Versteigerung. Zu einem unbekannten Zeitpunkt erwarb sie das Düsseldorfer Goethe-Museum in Schloss Jägerhof.
Ein zweites Album bestand aus zwei Bänden mit 214 Autographen von Gelehrten, Künstlern und Familienmitgliedern mit 144 Silhouetten. 1897 erwarb der russische Graf Sergei Dmitrijewitsch Scheremetew es in der Auktion der Collections Baart de la Faille et Vitringa durch das Antiquariat von F. Muller in Amsterdam (Nr. 350 des Auktionskatalogs). Auch diese Autographen hatte Anthing auf seinen Reisen durch Frankreich, England, Deutschland, Polen und Russland gesammelt. Nach der Oktoberrevolution kam dieses Album offenbar in den Besitz des Russischen Staatsarchivs für Literatur und Kunst, das die Provenienz allerdings auf Scheremetews Tante Elisabeth Döhler, die Frau von Theodor Döhler, zurückführt. Heute erhalten sind 111 Blätter mit Einträgen zwischen 1783 und 1804.

### Schriften
- Collection de cent silhouettes de personnes illustres et célèbres dessinées d'après les originaux. Perthes, Gotha 1791.

Digitalisat des Exemplars der Bayerischen Staatsbibliothek (ex Sammlung Arthur Sjögren)
- - Nachdruck: Weimar: Gesellschaft der Bibliophilen 1913.
- Über die Kaiserwahl und Krönung Leopolds II. In: Journal des Luxus und der Moden. November 1790.
- Über Russland, seine Landesart, Sitten, Luxus, Moden und Ergötzlichkeiten. 1791.
- Versuch einer Kriegs-Geschichte des Grafen Alexander Suworow Rymnikski …. 3 Bände, Gotha 1795–1799.
  - Digitalisat Band 1, 1795: eingeschränkte Vorschau in der Google-Buchsuche, Band 2, 1796: eingeschränkte Vorschau in der Google-Buchsuche, Band 3, 1799: eingeschränkte Vorschau in der Google-Buchsuche
  - History of the Campaigns of Prince Alexander Suworow Rymnikski, Field-Marshal-General in the Service of His Imperial Majesty, the Emperor of Russia. (englisch).
  - Histoire des campagnes du Comte Alexandre Suworow Rymnikski, Général-Feld-Maréchal au service de Sa Majesté l'Empereur de toutes les Russies. 3 Bände, Londres [i. e. Hamburg]: [Fauche] 1799 (französisch).